# Miriam Welte
Miriam Welte (Kaiserslautern, Renània-Palatinat, 9 de desembre de 1986) és una ciclista alemanya especialista en la pista. Ha guanyat una medalla d'or als Jocs Olímpics de Londres, i una de bronze als de Rio de Janeiro, en Velocitat per equips, amb Kristina Vogel, i juntament amb aquesta ciclista també ha aconseguit tres Campionats del món, i un més en 500 metres.

## Palmarès
- 2006
  -  Campiona d'Europa sub-23 en 500 metres contrarellotge
  -  Campiona d'Alemanya en 500 m contrarellotge
- 2007
  -  Campiona d'Alemanya en 500 m contrarellotge
- 2008
  -  Campiona d'Europa sub-23 en Velocitat
  -  Campiona d'Europa sub-23 en Keirin
  -  Campiona d'Alemanya en 500 m contrarellotge
- 2009
  -  Campiona d'Alemanya en 500 m contrarellotge
  -  Campiona d'Alemanya en Keirin
- 2011
  -  Campiona d'Alemanya en 500 m contrarellotge
  -  Campiona d'Alemanya en Keirin
  -  Campiona d'Alemanya en Velocitat per equips (amb Verena Jooß)
- 2012
  -  Medalla d'or als Jocs Olímpics de Londres en Velocitat per equips (amb Kristina Vogel)
  -  Campiona del Món en Velocitat per equips (amb Kristina Vogel)
- 2013
  -  Campiona del Món en Velocitat per equips (amb Kristina Vogel)
  -  Campiona d'Alemanya en 500 m contrarellotge
  -  Campiona d'Alemanya en Velocitat per equips (amb Kristina Vogel)
- 2014
  -  Campiona del Món en 500 metres contrarellotge
  -  Campiona del Món en Velocitat per equips (amb Kristina Vogel)
  -  Campiona d'Alemanya en 500 m contrarellotge
- 2015
  -  Campiona d'Alemanya en Keirin
- 2016
  -  Medalla de bronze als Jocs Olímpics de Rio de Janeiro en Velocitat per equips (amb Kristina Vogel)
  -  Campiona d'Alemanya en Keirin
- 2017
  -  Campiona d'Europa en 500 metres
  -  Campiona d'Alemanya en 500 m contrarellotge

### Resultats a laCopa del Món
- 2011-2012
  - 1a a Cali, en Velocitat per equips
- 2013-2014
  - 1a a Manchester i Aguascalientes, en Velocitat per equips
  - 1r a la Classificació general, en 500 m.
- 2016-2017
  - 1a a Cali, en Velocitat per equips
- 2017-2018
  - 1a a Manchester i Milton, en Velocitat per equips